# قلعة ذرب

قلعة ذرب

قلعة ذرب تقع هذه القلعة التراثية في قضاء غماس 45 كيلومتر جنوب غرب مدينة الديوانية، وتعود إلى فترة الوجود العثماني في العراق ويعتقد انها بنيت في حدود عام 1770. وقد سميت بهذا الاسم نسبة إلى امير عشائر الخزاعل ذرب بن مغامس بن شلال الخزعلي حيث سلمته الدولة العثمانية هذه القلعة الستراتيجية لضمان هدوء العشائر وعدم اثارة الاضطرابات ضد العثمانيين بسبب نفوذ امارة الخزاعل في تلك المناطق. وكان لقلعة ذرب دور مهم خلال ثورة العشرين في العراق ضد الاحتلال البريطاني إذ عُثر فيها مؤخراً على كميات كبيرة من اسلحة الثوار تتضمن السيوف والخناجر والدروع.

## وصف القلعة
القلعة هي عبارة حصن مربع الشكل طول كل ضلع فيه 50 متراً وعرض الجدار الخارجي متر واحد وقد شيدت جدرانها بمادة الطابوق والحصى والفرشي المربع الشكل حيث تحتوي على أربعة ابراج عند كل ركن منها نصف دائرة مسقفة بعقود دائرية وتحتوي من الداخل على اقواس على شكل محاريب بارزة نحو الخارج.
ووجد داخل القلعة في الضلع الشمالي منها غرفة مصممة على نفس طراز البرج يبدو انها كانت مركز قيادة للسلطة ويحتوي كل برج على سلم جانبي لينتهي بسقف البرج، والبرج محاط من الاعلى بسياج يحتوي على مزاغل تشرف على جميع الجهات لغرض الرصد والمراقبة، ونظرا لضخامة القلعة وارتفاع جدرانها وضعت ثلاث عشرة دعامة من الداخل متصلة بالسياج الداخلي للقلعة مندفعة ما يقارب نصف متر ويبدو من اشكالها انها متصلة ببناء اخر كانت تستعمل كمخازن أو اسطبلات.